# Гудзеляк Ірина Іванівна
Гудзеляк Ірина Іванівна (22 липня 1970, Львів) — український соціо-економіко-географ, кандидат географічних наук, доцент, завідувач кафедри економічної і соціальної географії імені професора Олега Шаблія географічного факультету Львівського національного університету імені Івана Франка. Дійсний член Українського географічного товариства.

## Біографія
Ірина Іванівна народилася 22 липня 1970 року в місті Львові. 1992 року закінчила з відзнакою географічний факультет, кафедра економічної і соціальної географії, Львівського державного університету імені Івана Франка. Того ж року вступила до аспірантури рідного вишу. З 1995 року працює на кафедрі асистентом. 1997 року під науковим керівництвом Олега Шаблія захистила кандидатську дисертацію на тему: «Прикордонні соціально-економічні зв'язки України з Польщею (географічний аналіз на матеріалах Львівської області)». У дисертації обґрунтувала структуру і зміст регіонального потенціалу зв'язків з Польщею, визначила генеральні напрямки удосконалення польсько-українських прикордонних соціально-економічних зв'язків.
З 2000 року працює на кафедрі соціальної та економічної географії доцентом, викладає на географічному та філософському факультетах курси: «Географія населення з основами демографії», «Основи демографії», «Системи розселення і геоурбаністика», «Соціологія», «Соціологія молоді і сім'ї», «Геоурбаністика».

## Наукові праці
Напрямки наукової діяльності: географія населення, демографія, географія розселення, країнознавство, географія міжнародних відносин. Гудзеляк Ірина Іванівна опублікувала понад 70 наукових і навчально-методичних праць. Опублікувала праці з географії населення і розселення, з проблем транскордонного співробітництва, розвитку прикордонної інфраструктури, єврорегіонального співробітництва Західної України, а також демографічного розвитку та розселення населення у Західному регіоні. Співавтор Атласу Львівської області та Комплексного атласу Львова.
Навчальні посібники:
- Гудзеляк І. І., Уманців Б. Б. Хорватія : суспільно-географічна характеристика. Навчальний посібник. — Л. : Видавничий центр ЛНУ ім. Івана Франка, 2002. — 136 с.
- Гудзеляк І. І. Географія населення : Навчальний посібник. — Л. : Видавничий центр ЛНУ ім. Івана Франка, 2008. — 232 с. — ISBN 978-966-613-599-8.
- Гудзеляк І. І. Географія населення: навчальний посібник. 2-ге вид. — Л. : Видавничий центр ЛНУ ім. Івана Франка, 2019. — 256 с. — ISBN 978-617-10-0483-2.
- Гудзеляк І. І. Основи демографії : Навчальний посібник. — Л. : Видавничий центр ЛНУ ім. Івана Франка, 2012. — 99 с.

Навчально-методичні посібники:
- Гудзеляк І. І. Навчальна програма та завдання до практичних робіт з курсу “Географія населення з основами етнографії” для студентів географічного факультету. — Л. : Видавничий центр ЛНУ ім. Івана Франка, 2006. — 91 с.
- Гудзеляк І. І. Робоча навчальна програма, завдання до контрольної та практичн их робіт з курсу “Географія населення” для студентів географічного факультету (заочної форми навчання). — Л. : Видавничий центр ЛНУ ім. Івана Франка, 2010. — 54 с.
- Гудзеляк І. І. Основи демографії: навчально-методичний посібник для самостійної роботи студентів напряму підготовки 6.030102 – психологія (програма, тези лекцій, завдання для самостійної та практичних робіт, індивідуальне науково-дослідне завдання, тести). — Л. : Видавничий центр ЛНУ ім. Івана Франка, 2012. — 94 с.
- Гудзеляк І. І. Географія населення: навчально-методичний посібник для студентів напряму підготовки 6.040104 – географія (програма, самостійні і практичні роботи, індивідуальне науково-дослідне завдання). — Л. : Видавничий центр ЛНУ ім. Івана Франка, 2012.